# Federal Correctional Institution, Oakdale
Federal Correctional Institution, Oakdale (FCI Oakdale) er et amerikansk føderalt fængsel med lav sikkerhed for mandlige indsatte i Louisiana. Det er en del af Oakdale Federal Correctional Complex (FCC) og drives af Federal Bureau of Prisons, en afdeling af det amerikanske justitsministerium. Det blev åbnet i 1990.
Komplekset består af to faciliteter:
- Federal Correctional Institution, Oakdale (FCI Oakdale I): en lav-sikkerhedsfacilitet.
- Federal Correctional Institution, Oakdale (FCI Oakdale II): en lav-sikkerhedsfacilitet.

FCI Oakdale er beliggende i det centrale Louisiana, 35 miles syd for Alexandria og 58 miles nord for Lake Charles.

## Kendte indsatte

### Nuværende og tidligere indsatte
| Navn                   | Status                                     | Detaljer                                                                                |
| ---------------------- | ------------------------------------------ | --------------------------------------------------------------------------------------- |
| Kai Lundstrøm Pedersen | Løsladelsesdato er den 27. marts 2036.     | Idømt 30 års fængsel i 2012 i en sag om børnepornografi og afpresning.                  |
| Don Siegelman          | Afsonede en straf på 6 år; løsladt i 2017. | Guvernør for Alabama fra 1999 til 2003; dømt i 2006 for sammensværgelse og bestikkelse. |